# Classic du Japon
Ne pas confondre avec : Coupe du Japon, Internationaux du Japon, Open du Japon
Le Classic du Japon est un tournoi de tennis féminin du circuit professionnel WTA.
La dernière édition de l'épreuve date de 1984. Le tournoi se disputait la semaine précédant l'Open du Japon.

## Palmarès

### Simple
| No | Date       | Nom et lieu du tournoi | Catégorie      | Dotation | Surface      | Vainqueure     | Finaliste        | Score         |         |
| -- | ---------- | ---------------------- | -------------- | -------- | ------------ | -------------- | ---------------- | ------------- | ------- |
| 1  | 15-10-1979 | Borden Classic, Kyoto  | Colgate Series | 35 000 $ | NC           | Betsy Nagelsen | Naoko Sato       | 6-3, 6-4      | Tableau |
| 2  | 13-10-1980 | Borden Classic, Nagoya |                | 50 000 $ | Terre (ext.) | Dana Gilbert   | Barbara Jordan   | 5-1, ab.      | Tableau |
| 3  | 12-10-1981 | Borden Classic, Kyoto  |                | 50 000 $ | Dur (ext.)   | Kathy Rinaldi  | Julie Harrington | 6-1, 7-5      | Tableau |
| 4  | 11-10-1982 | Borden Classic, Tokyo  | Series 2       | 75 000 $ | Terre (ext.) | Lisa Bonder    | Shelley Solomon  | 2-6, 6-0, 6-3 | Tableau |
| 5  | 10-10-1983 | Borden Classic, Tokyo  |                | 75 000 $ | Dur (ext.)   | Lisa Bonder    | Laura Arraya     | 6-1, 6-3      | Tableau |
| 6  | 01-10-1984 | Borden Classic, Tokyo  | VS Tour C1     | 50 000 $ | Dur (ext.)   | Etsuko Inoue   | Beth Herr        | 6-0, 6-0      | Tableau |

### Double
| No | Date       | Nom et lieu du tournoi | Catégorie      | Dotation | Surface      | Vainqueures                            | Finalistes                      | Score         |         |
| -- | ---------- | ---------------------- | -------------- | -------- | ------------ | -------------------------------------- | ------------------------------- | ------------- | ------- |
| 1  | 15-10-1979 | Borden Classic Kyoto   | Colgate Series | 35 000 $ | NC           | Yu Li-Qiao Chen Chuan                  | Sue Saliba Mary Sawyer          | 7-6, 3-6, 7-5 | Tableau |
| 2  | 13-10-1980 | Borden Classic Nagoya  |                | 50 000 $ | Terre (ext.) | Lindsay Morse Jean Nachand             | Nerida Gregory Marie Pinterova  | 6-3, 6-1      | Tableau |
| 3  | 12-10-1981 | Borden Classic Kyoto   |                | 50 000 $ | Dur (ext.)   | Marianne van der Torre Nanette Schutte | Elizabeth Sayers Kim Steinmetz  | 6-2, 6-4      | Tableau |
| 4  | 11-10-1982 | Borden Classic Tokyo   | Series 2       | 75 000 $ | Terre (ext.) | Naoko Sato Brenda Remilton             | Laura duPont Barbara Jordan     | 2-6, 6-3, 6-3 | Tableau |
| 5  | 10-10-1983 | Borden Classic Tokyo   |                | 75 000 $ | Dur (ext.)   | Chris O'Neil Pam Whytcross             | Brenda Remilton Naoko Sato      | 5-7, 7-6, 6-3 | Tableau |
| 6  | 01-10-1984 | Borden Classic Tokyo   | VS Tour C1     | 50 000 $ | Dur (ext.)   | Mercedes Paz Ronni Reis                | Emilse Raponi Adriana Villagrán | 6-4, 7-5      | Tableau |